# Offline (Il Tre)
Offline è un singolo del rapper italiano Il Tre, pubblicato il 26 maggio 2023.
Il brano vede la partecipazione del rapper italiano VillaBanks.

## Tracce
1. Offline (feat. VillaBanks) – 2:46